# Pomponius Mela
Pour les articles homonymes, voir Mela.

Reconstitution de la carte du monde de Pomponius Mela.

Pomponius Mela (né à Tingentera, près d'Algésiras), qui écrivait aux alentours de 43, est le plus ancien géographe romain connu. Il donna une description qui couvre le monde connu des Gréco-Romains.

## Biographie
On ne sait rien de Pomponius Mela, sinon son nom et son lieu de naissance qu'il indique lui-même, la petite ville de Tingentera ou Cigentera dans la province de Bétique, dans la baie d'Algésiras.
On date sa vie de la période de l'empereur Claude par déduction des indications géographiques qu'il donne dans ses ouvrages :
- la désignation de la ville de Césarée (en Afrique romaine), nom que lui donna Juba II sous Auguste[2] ;
- la référence qu'il fait à Cornélius Népos, écrivain décédé sous le règne d'Auguste[3] ;
- le triomphe qui fait suite à la conquête de la Bretagne, qui ne peut être que celui de Claude vu la remarque précédente et qui date de 42[4].

Pomponius Mela est l’auteur qui présente le tableau le plus complet de l’état de la géographie vers le milieu du Ier siècle de l’ère chrétienne.
Charles-Pierre Fradin, dans sa traduction de Pomponius Mela de 1804 dit :
- « Vossius admire sa brièveté et son élégance, et place sa géographie à côté de celles de Strabon et de Pline. »[6] ;
- « Gronovius en fait l'éloge le plus complet, en disant que Pline et plusieurs autres écrivains célèbres, qui ont traité le même sujet, ont emprunté plusieurs passages de Mela pour donner de l'agrément à leur récit, bien convaincus qu'ils ne pouvaient puiser dans une meilleure source, ni s'exprimer eux-mêmes avec plus de finesse et d'élégance. Il ajoute qu'en examinant avec attention la clarté, l'ordre et la simplicité qui règnent dans l'arrangement et la disposition des parties, dans la nomenclature naturellement sèche et aride des villes, des fleuves et des montagnes, dans l'exposition courte et naïve du caractère et des mœurs des différens peuples, on ne peut se rassasier de le lire et de rendre grâce à son auteur d'avoir fait à la littérature un si riche présent. »[7]

V.-A. Malte-Brun le place bien au-dessus de Denys le Periégète, qui est, parmi les géographes du Ier siècle, celui qu’on cite le plus souvent avec Mela. « L’abrégé de Mela, dit-il, bien plus curieux pour le géographe, offre le système d'Ératosthène. »

## Nature de son œuvre
Son ouvrage (De situ orbis libri III ou De chorographia) est un simple compendium, long de moins de cent pages, écrit dans un style sec et peu méthodique. Il est cependant typiquement latin et agrémenté çà et là de métaphores plaisantes. En dehors des chapitres géographiques de l’Histoire naturelle de Pline l'Ancien (où Mela est cité comme une référence importante), le De situ orbis est le seul traité sur le sujet en latin classique.

## Sa vision géographique
Dans l'introduction intitulée « Mundi in quatuor partes divisio » (Division du Monde en quatre parties), il reprend la théorie des cinq zones climatiques de Parménide. Il présente la Terre comme ayant cinq zones réparties sur deux hémisphères, deux terres glacées par le froid aux extrémités, une zone centrale dévorée par la chaleur, et entre deux zones habitables l'une inconnue habitée par les Antichtones, et l'autre, la sienne, le monde connu :
- « La terre, assise au centre du monde, est environnée de tous côtés par la mer, qui la divise encore de l’orient au couchant, en deux parties appelées hémisphères, et distribuées en cinq zones ;
- la zone du milieu est dévorée par la chaleur, tandis que les deux zones qui sont situées, l’une à l’extrémité méridionale, l’autre à l’extrémité septentrionale, sont glacées par le froid ;
- les autres sont habitables et ont les mêmes saisons, mais dans des temps différents: les Antichthones habitent l’une, et nous l’autre. Celle-là nous étant inconnue, à cause de la plage brûlante qui nous en sépare, je ne puis parler que de la nôtre. »

Le monde connu est entouré par l'Océan, il est plus étendu en longitude qu'en latitude :
- « Cette zone, qui s’étend de l’Orient au couchant, et qui, par suite de cette direction, a dans sa longueur plus d’étendue que dans sa plus grande largeur, est de toutes parts environnée par l’Océan, dont elle reçoit quatre mers: une au septentrion, deux au midi, et la quatrième au couchant. »

Les terres s'y répartissent entre les trois continents connus :
- « La zone entière est divisée en trois parties par cette mer et deux fleuves célèbres, le Tanaïs et le Nil... Toutes les terres qui s’étendent depuis le détroit jusqu’à ces fleuves, forment d’un côté l’Afrique, et de l’autre l’Europe. La première s’étend jusqu’au Nil; la seconde, jusqu’au Tanaïs. Tout ce qui est au-delà s’appelle Asie. »

On lui reproche de manquer de sens critique lorsqu'il reprend les récits fabuleux d'Hérodote, mais il faut se rappeler qu'ils reflétaient les connaissances de son époque, et lui permettaient d'agrémenter sa rédaction de détails pittoresques.

## Éditions bilingues
- Pomponius Mela, traduit en français sur l'édition d'Abraham Gronovius, par C- P. Fradin, trois tomes avec cartes, à Paris chez Ch. Pougens et à Poitiers chez E.P.J Gatineau, 1804
- Pomponius Mela (trad. Louis Baudet), Description de la Terre, Paris, C. L. F. Panckoucke, coll. « Bibliothèque Latine-Française », 1843, 400 p., 3 ouvrages en 1 volume in-octavo relié (lire en ligne).
- Pomponius Mela, Chorographie, texte établi, traduit et annoté par Alain Silberman, Paris, Les Belles Lettres, 1988.